# Apanthura corsica
Apanthura corsica là một loài chân đều trong họ Anthuridae. Loài này được Amar miêu tả khoa học năm 1953.